# Okręty podwodne typu Näcken
Okręty podwodne typu Näcken – szwedzkie okręty podwodne o napędzie diesel-elektrycznym, które zaczęły wchodzić do służby w Szwedzkiej Marynarce Wojennej w 1980 roku. Zbudowano 3 okręty, z których na jednym, „Näcken”, podczas przebudowy w latach 1987–1988, zamontowano niezależny od powietrza atmosferycznego napęd wyposażony w silniki Stirlinga. Okręt ten w latach 2001–2004 wydzierżawiono Danii. Okręty znane są także jako typ A14.

## Projekt i budowa
W 1972 roku rząd szwedzki podjął decyzję o budowie nowej serii okrętów podwodnych. Umowa na budowę 3 jednostek w stoczni Kockums w Karlskronie została zawarta 22 marca 1973 roku. Budowa nowych okrętów rozpoczęła się w 1976 roku. Wodowanie pierwszego okrętu serii, „Näcken”, miało miejsce 17 kwietnia 1978 roku. Okręt wszedł do służby 25 kwietnia 1980 roku. Trzeci okręt serii, „Najad”, wszedł do służby 26 czerwca 1981 roku.
W listopadzie 1987 roku w stoczni Kockums rozpoczęła się przebudowa „Näcken”, podczas której przedłużono kadłub o 8 metrów. Celem przebudowy było dodanie napędu niezależnego od powietrza atmosferycznego (ang. Air Independent Propulsion – AIP). W nowej sekcji kadłuba znalazł się moduł napędowy wyposażony w dwa silniki Stirlinga . Dzięki modernizacji okręt mógł pozostawać w zanurzeniu do 14 dni. Pozytywne doświadczenia z eksploatacji nowego rodzaju napędu, zaowocowały projektem modernizacji okrętów typu Västergötland z wykorzystaniem silników Stirlinga, a także budową nowych okrętów typu Gotland, które zostały wyposażone w napęd AIP już na etapie projektowania . W 1998 roku, ze względów oszczędnościowych, rozpoczął się proces wycofywania okrętów typu Näcken. Początkowo były to jednostki „Neptun” i „Najad”. W 2001 roku „Näcken” został wydzierżawiony Danii. Zwrócony w 2004 roku, został ostatecznie złomowany w 2016 roku  .

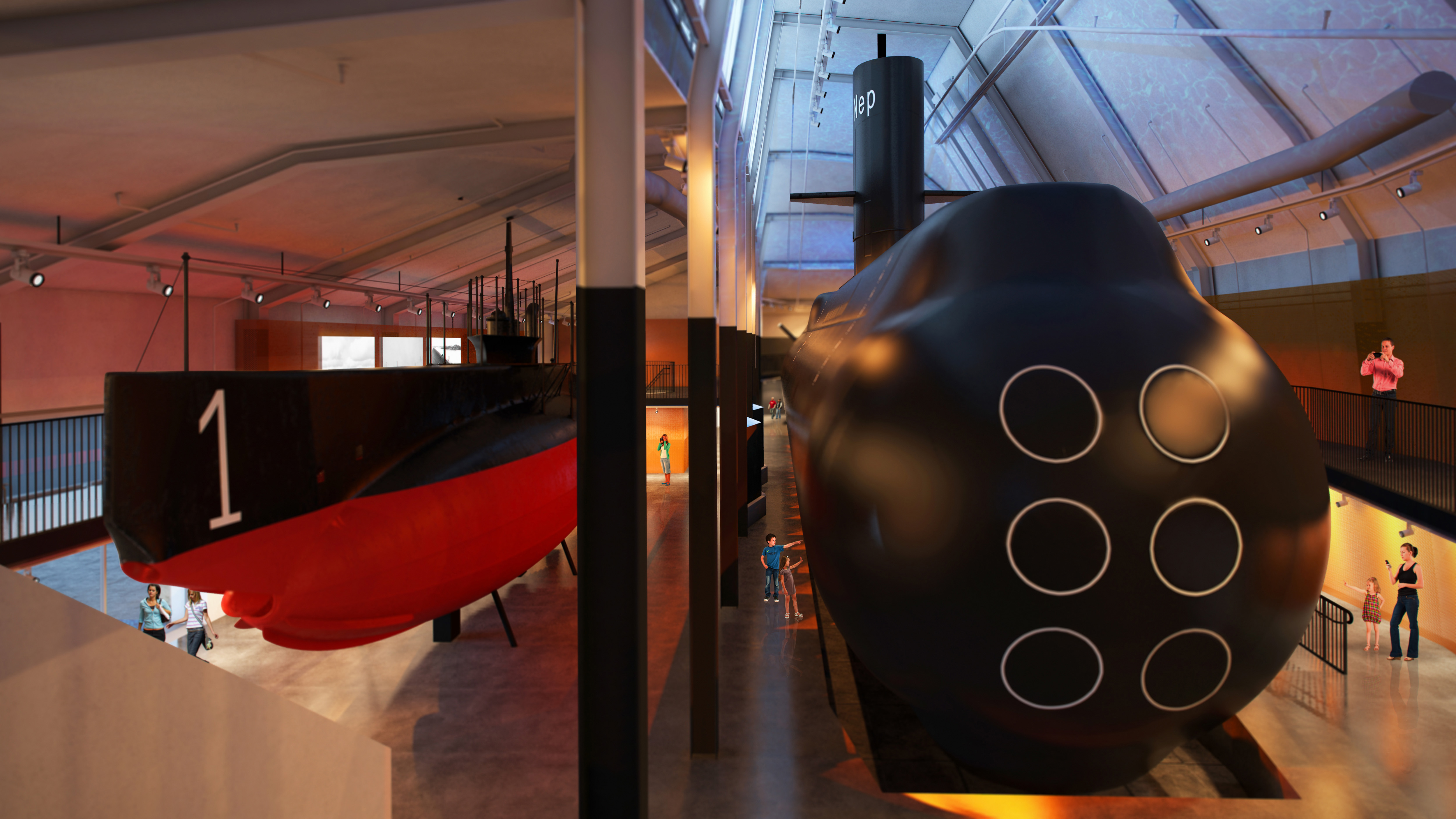
„Neptun” (po prawej) jako eksponat w Marinmuseum, Karlskrona

Po wycofaniu ze służby w 1998 roku, „Neptun” w 2008 roku został przekazany jako eksponat do Muzeum Marynarki Wojennej Marinmuseum w Karlskronie, gdzie po renowacji służy od 2014 roku jako eksponat .

## Dane taktyczno-techniczne

### Kadłub
Okręty typu Näcken zbudowano w układzie jednokadłubowym, z kadłubem o kształcie walca. Było to odejście od kadłuba kroplowego zastosowanego wcześniej na okrętach typu Sjöormen. Stożkowata część rufowa okrętu wyposażona była w stery głębokości w układzie X. Stery dziobowe umieszczone były na obudowie kiosku, który znajdował się na śródokręciu. Okręty wyposażone zostały w trzy przedziały i dwie grodzie wodoszczelne. W przedziale rufowym znajdowało się stanowisko sterowania siłownią, generatory prądotwórcze, zespół baterii i silnik elektryczny . Kadłub miał długość 44 metrów, szerokość 5,7 metra. Po zakończonej w 1988 roku przebudowie, kadłub HMS „Näcken” przedłużono o 8 metrów, przez co długość całkowita okrętu wzrosła do 57,9 m .

### Uzbrojenie
Okręt wyposażony jest w cztery wyrzutnie torped kalibru 533 mm i dwie wyrzutnie kalibru 400 mm. Okręt zabiera na pokład 8 torped Tp613 kal. 533 mm, sześć w wyrzutniach i dwie zapasowe. Dodatkowo okręt przenosił 4 lekkie torpedy Tp431 kal. 400 mm. W zależności od misji okręt może także zabrać na pokład do 48 min .

## Okręty
| Nazwa                   | Stocznia        | Rozpoczęcie budowy | Wodowanie       | Wejście do służby | Wycofanie ze służby | Los okrętu                       |
| Svenska marinen         | Svenska marinen | Svenska marinen    | Svenska marinen | Svenska marinen   | Svenska marinen     | Svenska marinen                  |
| ----------------------- | --------------- | ------------------ | --------------- | ----------------- | ------------------- | -------------------------------- |
| Näcken                  | Kockums         | 1976               | 17.04.1978      | 25.04.1980        | 2001                | złomowany 2016                   |
| Neptun                  | Kockums         | 1976               | 06.12.1978      | 05.12.1980        | 1998                | od 2014 okręt muzeum, Karlskrona |
| Najad                   | Kockums         | 1976               | 13.08.1979      | 26.06.1981        | 2000                | złomowany 2015                   |
| Kongelige Danske Marine |                 |                    |                 |                   |                     |                                  |
| HDMS Kronborg (S325)    | n/a             | n/a                | n/a             | 2001              | 2004                | zwrócony Szwecji 2004            |